# Nejlepší nováček (ELH)
Nejlepší nováček (Trofej Otakara Černého) je ocenění pro nejlepšího hokejistu, který hrál ve svém prvním ročníku české hokejové extraligy. Toto ocenění sponzoruje a uděluje Česká televize a trofej je udělována od počátku samostatné extraligy a navazuje na tradici stejné ankety z federální soutěže.

## Držitelé
| Sezóna    | Hráč               | Tým                          |
| --------- | ------------------ | ---------------------------- |
| 1993/1994 | Milan Hejduk       | HC Pardubice                 |
| 1994/1995 | Luboš Jenáček      | HC Dadák Vsetín              |
| 1995/1996 | Ondřej Kratěna     | HC Olomouc                   |
| 1996/1997 | Radek Martínek     | HC České Budějovice          |
| 1997/1998 | Miroslav Duben     | HC Dukla Jihlava             |
| 1998/1999 | Václav Pletka      | HC Železárny Třinec          |
| 1999/2000 | Václav Nedorost    | HC České Budějovice          |
| 2000/2001 | Tomáš Plekanec     | HC Vagnerplast Kladno        |
| 2001/2002 | Milan Michálek     | HC České Budějovice          |
| 2002/2003 | Rostislav Martynek | HC Oceláři Třinec            |
| 2003/2004 | Tomáš Duba         | HC JME Znojemští Orli        |
| 2004/2005 | Tomáš Pöpperle     | HC Sparta Praha              |
| 2005/2006 | Radek Fiala        | HC Chemopetrol Litvínov      |
| 2006/2007 | Jaroslav Hübl      | HC Chemopetrol Litvínov      |
| 2007/2008 | Tomáš Nádašdi      | HC GEUS OKNA Kladno          |
| 2008/2009 | Jakub Štěpánek     | HC Vítkovice Steel           |
| 2009/2010 | Mark Bomersback    | HC Plzeň 1929                |
| 2010/2011 | Jan Káňa           | HC Vítkovice Steel           |
| 2011/2012 | Tomáš Hertl        | HC Slavia Praha              |
| 2012/2013 | Zdeněk Okál        | PSG Zlín                     |
| 2013/2014 | Libor Kašík        | PSG Zlín                     |
| 2014/2015 | Martin Réway       | HC Sparta Praha              |
| 2015/2016 | Dominik Lakatoš    | Bílí Tygři Liberec           |
| 2016/2017 | Martin Nečas       | HC Kometa Brno               |
| 2017/2018 | Ondřej Kovařčík    | HC Oceláři Třinec            |
| 2018/2019 | Jan Bednář         | HC Energie Karlovy Vary      |
| 2019/2020 | Stanislav Svozil   | HC Kometa Brno               |
| 2020/2021 | David Jiříček      | HC Škoda Plzeň               |
| 2021/2022 | Miloš Kelemen      | BK Mladá Boleslav            |
| 2022/2023 | Eduard Šalé        | HC Kometa Brno               |
| 2023/2024 | Daniel Král        | Bílí Tygři Liberec           |
| 2024/2025 | Tomáš Cibulka      | Banes Motor České Budějovice |

## Souvislé články
Nejlepší nováček v československé hokejové lize